# Koffiekoning
Koffiekoning (Portugees: Rei do Café) was een informele titel toegewezen aan de grootste koffieproducent van een bepaalde periode. Het is ontstaan in Brazilië in de 19e eeuw en werd tot in de 20e eeuw gebruikt. 
Ondanks het ontbreken van consensus over het exacte aantal koffiekoningen, erkennen de meeste geleerden het bestaan van ten minste vijf producenten die aan de beschrijving voldoen:
- Joaquim José de Sousa Breves (1804-1889)
- Henrique Dumont (1832-1892)
- Francisco Schmidt (1850-1924)
- Carlos Leôncio de Magalhães (1875-1931)
- Geremia Lunardelli (1885-1962)